# Teatro Universidad de Chile
El Teatro Universidad de Chile, exteatro Baquedano, llamado también teatro Ceac (por pertenecer al Centro de Extensión Artística y Cultural de la Universidad de Chile), es un teatro que se ubica en la planta baja de una de las torres Turri, al costado sur de la plaza Baquedano. En él se desarrollan los espectáculos de las compañías artísticas de esa casa de estudios: la Orquesta Sinfónica Nacional, el Ballet Nacional (Banch), la Camerata Vocal, el Coro Sinfónico y el Banch.

## Historia
Este gran espacio para espectáculos nació en 1931 como una sala de cine; se ubicó en el primer piso de la torre central de los edificios Turri, que se comenzaron a construir en 1929, en plena crisis mundial, por encargo del empresario Enrique Turri al arquitecto Guillermo Scheider. Después de muchas dificultades económicas, estos edificios residenciales, que se convirtieron en los más altos de Santiago, fueron inaugurados junto con el teatro.
Este era lo que entonces se llamaba un palacio cine, tipo de teatros que comenzaron a surgir en Chile en los años 1920: tenían enormes salas (el Baquedano era apto para 2300 asistentes) y daban películas todo el día. En la matiné exhibían películas para menores, a las seis de la tarde cintas familiares y a las nueve para adultos.
En 1987 se creó el Centro de Extensión Artística y Cultural de la Universidad de Chile (Ceac), y dos años más tarde la casa de estudios firmó un contrato de arriendo exclusivo del teatro por un período de dos décadas. La sala fue completamente refaccionado y se transformó en el Teatro Universidad de Chile.
En noviembre de 2017 la universidad compró esta sala, de 1.700 metros cuadrados y mil butacas divididas en cuatro sectores, por 115 000 UF. El anuncio lo hizo, el 24 de ese mes, el rector de la Universidad, Ennio Vivaldi, en el marco de las celebraciones de los 175 años de esta institución educativa.
“La compra es importante para el Ceac, para la universidad y para el país porque el teatro es un patrimonio y debe conservarse como tal. Tiene buen tamaño y algunas limitaciones, pero se va a gestar un proyecto de completa remodelación”, señaló por su parte en esa ocasión Diego Matte, director del Centro de Extensión.
Al anunciar la compra del teatro, Vivaldi manifestó que están pensando en ampliarlo hacia el fondo y conectarlo al centro cultural de Vicuña Mackenna 20 (VM 20), donde antes se emplazaba la Facultad de Química y Farmacia de la Universidad de Chile. Tras su inauguración en 2025, es la casa oficial de la Orquesta Sinfónica de Chile y sede del Ballet Nacional. VM20 también considera la Gran Sala Sinfónica Nacional, el primer espacio en Chile exclusivo para la música sinfónica y con estándares acústicos de nivel mundial.